# Eois verisimilis
Eois verisimilis là một loài bướm đêm trong họ Geometridae.